# دوورتری، شهرستان آلامدا، کالیفرنیا
دوورتری (به انگلیسی: Dougherty) یک منطقهٔ مسکونی در ایالات متحده آمریکا است که در شهرستان آلامدا، کالیفرنیا واقع شده‌است. دوورتری ۱۰۶٫۰۷ متر بالاتر از سطح دریا واقع شده‌است.